# Boobam
I Boobams sono degli strumenti musicali appartenenti alla famiglia dei membranofoni a percussione diretta, speciali tamburi dotati di altezze determinate che vengono anche definiti bongo intonati.
Sono costituiti da un fusto ricavato da canne di bambù naturale (il nome boobam è l'inversione sillabica di bambù) di largo diametro (sui 15 cm), proveniente dalle isole del Pacifico. I fusti hanno lunghezze diverse che ne determinano l'altezza. Si sono diffusi soprattutto negli anni '50 e '60, e furono utilizzati da batteristi e percussionisti, tra cui Shelly Manne. I boobam possono essere ascoltati nel brano di Frank Zappa The Clap tratto dall'album Chunga's Revenge, suonati dallo stesso Zappa.
Sono considerati l'antenato dei moderni octoban.